# Шкварніков Петро Климентійович
Петро Климентійович Шкварніков (29 червня (12 липня) 1906, м. Корсунь, Канівський повіт Київська губернія, Російська Імперія — 6 липня 2004, м. Київ) — радянський, український генетик, селекціонер, дослідник мутаційного процесу у рослин, викладач і організатор генетичної науки. Кандидат біологічних наук (1936), доктор біологічних наук (1966), професор (1968). Автор 140 наукових робіт, в тому числі 2 монографій.

## Біографія і наукова діяльність
Народився у місті Корсунь на Черкащині. В 1921—1922 роках отримав середню агрономічну освіту, в 1927 році закінчив маслівський інститут селекції і насінництва імені К. А. Тімірязєва на Київщині. З 1927 по 1930 рік працював в Одеському науково-дослідному Інституті Селекції і Генетики під керівництвом академіка А. О. Сапєгіна. В цей період виконав і захистив дипломну роботу на тему «Генетика морфологічних ознак у картоплі». Здійснив перші дослідження з експериментального отримання мутацій у картоплі шляхом впливу рентгенівськими променями на вегетативні частини рослин. Ці дослідження вперше в світі були здійснені для отримання індукованих мутацій на картоплі, а не на зернових культурах.
З 1930 року в Біологічному Інституті ім. Тимірязєва (Москва) проводив дослідження по з'ясуванню ролі окремих хромосом у змінах розміру клітин зі зміною кількості хромосом, що входять до складу ядра. Одночасно у співпраці з професором М. С. Навашиним були розпочаті дослідження з експериментального мутагенезу, що в подальшому стали основним напрямком дослідницької діяльності; був досліджений вплив на мутаційну мінливість у насінні фізичних факторів довкілля (температури, вологості, вмісту кисню в повітрі). Експерименти, які продемонстрували, що чинники спонтанної мутаційної мінливості в природі пов'язані з внутрішньоклітинними метаболічними процесами, що були проведені багаторазово протягом кількох років на різних видах і сортах рослин дали узгоджені результати. Останні були узагальнені в роботі «Мутационная изменчивость в семенах и её значение для селекции и семеноводства», яку було опубліковано в Известиях АН СССР (1939).
З 1937 року продовжує дослідження в Інституті генетики АН СРСР під керівництвом академіка М. І. Вавилова, з червня 1939 року — заступник директора інституту з наукової роботи. Член комісії з передачі-прийму Інституту генетики в січні 1941 року, внаслідок після арешту академіка М. І. Вавилова і призначення директором інституту Т. Д. Лисенко. При підписанні акта висловив категоричну незгоду з оцінкою діяльності інституту, що містилася в акті, підготовленому прибічниками Трохима Лисенка, і написав особливу думку, що була додана до акту. Оригінали цих документів збереглись в Архіві Академії Наук СРСР (зараз Архів РОАН) у фонді Інституту генетики (ф.201). Були знайдені і опубліковані в 1988 році в журналі «Цитология и генетика», т22, № 3.
З 1941 по 1946 роки в діючій армії. У складі 11-ї Гвардійської армії пройшов бойовий шлях від Москви до Кенігсбергу, був поранений і контужений. Закінчив війну у званні гвардії майора.
У 1946 році в Інституті цитології, гістології і ембріології П. К. Шкварніковим були розпочаті дослідження із застосуванням хімічних мутагенних сполук и показана висока мутагенна ефективність етиленимину, що став в подальшому найбільш застосованою хімічною сполукою для штучного отримання мутацій у рослин. В той же період в процесі вивчення експериментальних мутацій були отримані данні в підтвердження «транслокаційної гіпотези еволюції основного числа хромосом», що була висунута М. С. Навашиним. Після серпневої сесії ВАСГНІЛ 1948 року та подальшого розгрому класичної генетики прибічниками Трохима Лисенка дослідження з експериментального мутагенезу були перервані.
З 1949 по 1955 року працював у відділі ботаніки Кримської філії АН СРСР, де можливостей для роботи по генетичній тематиці не було. Проводив досліди з проблеми двухурожайної культури картоплі на півдні СРСР, протягом яких був розроблений метод двухурожайної культури картоплі для вирощування здорового насіннєвого матеріалу.
В 1957 році прийнято рішення про створення Інституту Цитології і Генетики у складі новоствореного Сибірського відділення Академії Наук СРСР в Новосибірську, директором-організатором якого був призначений академік М. П. Дубінін. П. К. Шкварников був призначений заступником директора-організатора інституту. В 1958 році дослідження з експериментального мутагенезу були відновлені в Інституті Цитології і Генетики Сибірського Відділення АН СРСР в Новосибірську. В цей період основним змістом досліджень П. К. Шкварнікова було вивчення закономірностей мутаційної мінливості в залежності від виду і доз застосованих радіаційних і хімічних мутагенів та використання індукованих мутацій в селекції рослин. Був накопичений великий матеріал для з'ясування механізмів виникнення хромосомних перебудов під впливом іонізуючих випромінювань та інших факторів; створена інститутська база для широкого польового експерименту й селекції. Було встановлено, що всі види іонізуючих випромінювань і хімічні мутагени підвищують частоту мутацій, що є видимі, до якогось визначеного рівня доз і експозиції, після чого частота мутацій знижується і, що важливо, малих мутацій, які мають, зазвичай, найбільшу практичну цінність. Також було показано, що хімічні мутагени, на відміну від іонізуючих випромінювань, при високому мутагенному ефекті призводять до незначного числа хромосомних аберацій.
З 1966 РОКУ по запрошенню Академії Наук УРСР продовжує дослідження в Інституті ботаніки АН УРСР та Інституті молекулярної біології і генетики АН УРСР. В 1967—1974 роках відповідальний редактор наукового журналу «Цитология и генетика», президент Українського Товариства генетиків і селекціонерів імені М. І. Вавилова, завідувач кафедри генетики Київського державного університету імені Т. Г. Шевченка.
Під час розробки теоретичних питань в ході досліджень П. К. Шкварніковим в співавторстві із співробітниками були створені 2 сорти пшениці — ярової «Новосибірська 67» (районований в Західному Сибіру) і озимої «Киянка» (районований в кількох областях України). За результати робот по створенню нових високопродуктивних сортів пшениці П. К. Шкварніков був відзначений Державною премією УРСР (1982) і нагороджений орденом Леніна (1990).

## Нагороди і премії
- Орден Леніна (16.10.1990)
- Орден Вітчизняної війни I ступеня (10.05.1946)
- Орден Вітчизняної війни II ступеня (10.05.1946)
- Орден Червоної Зірки (10.05.1946)
- Орден Трудового Червоного Прапора (10.05.1946)
- Орден Трудового Червоного Прапора (30.09.1967)
- Орден Вітчизняної війни I ступеня (11.03.1985)